# Syvaš

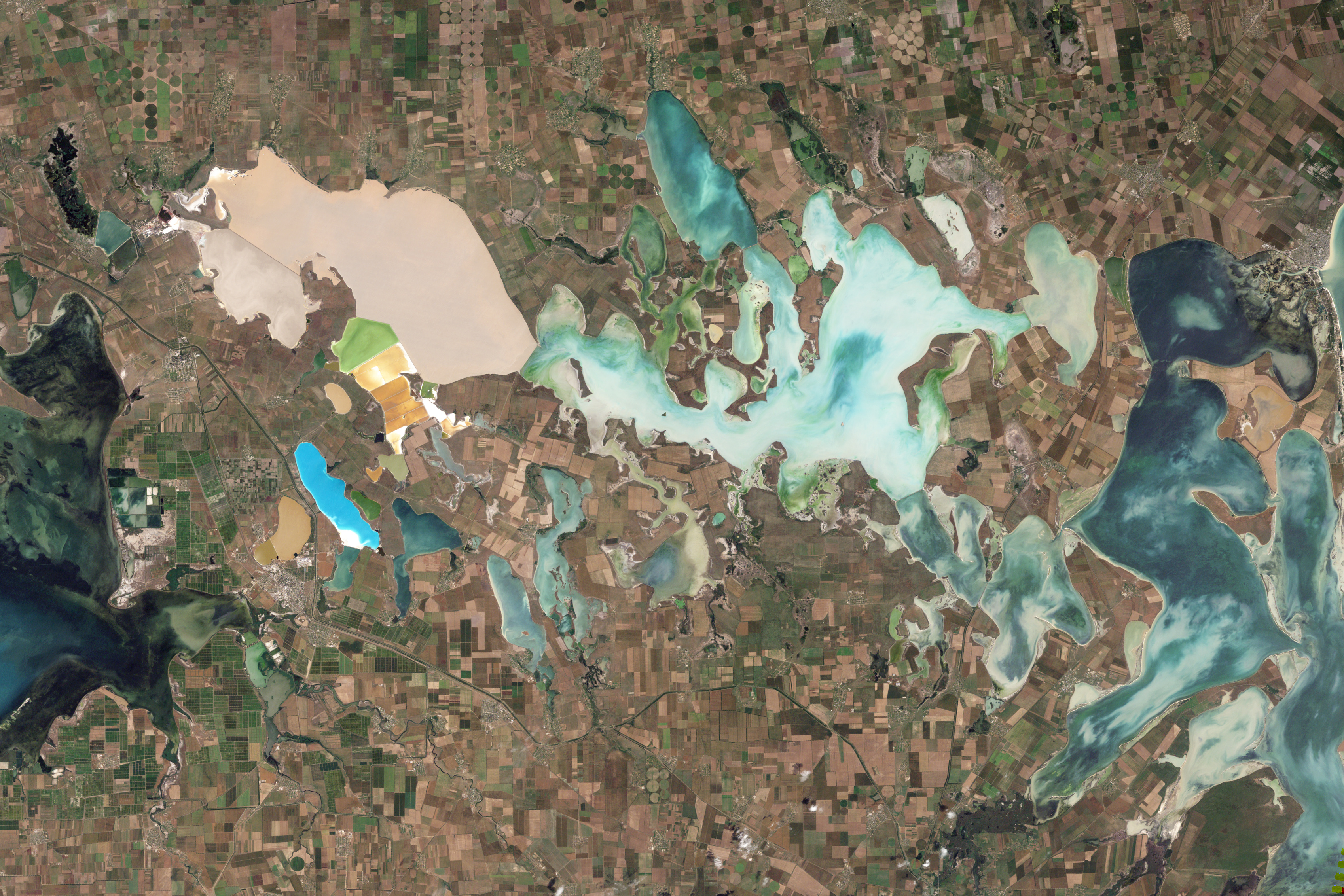
Satelitní pohled na Syvaš

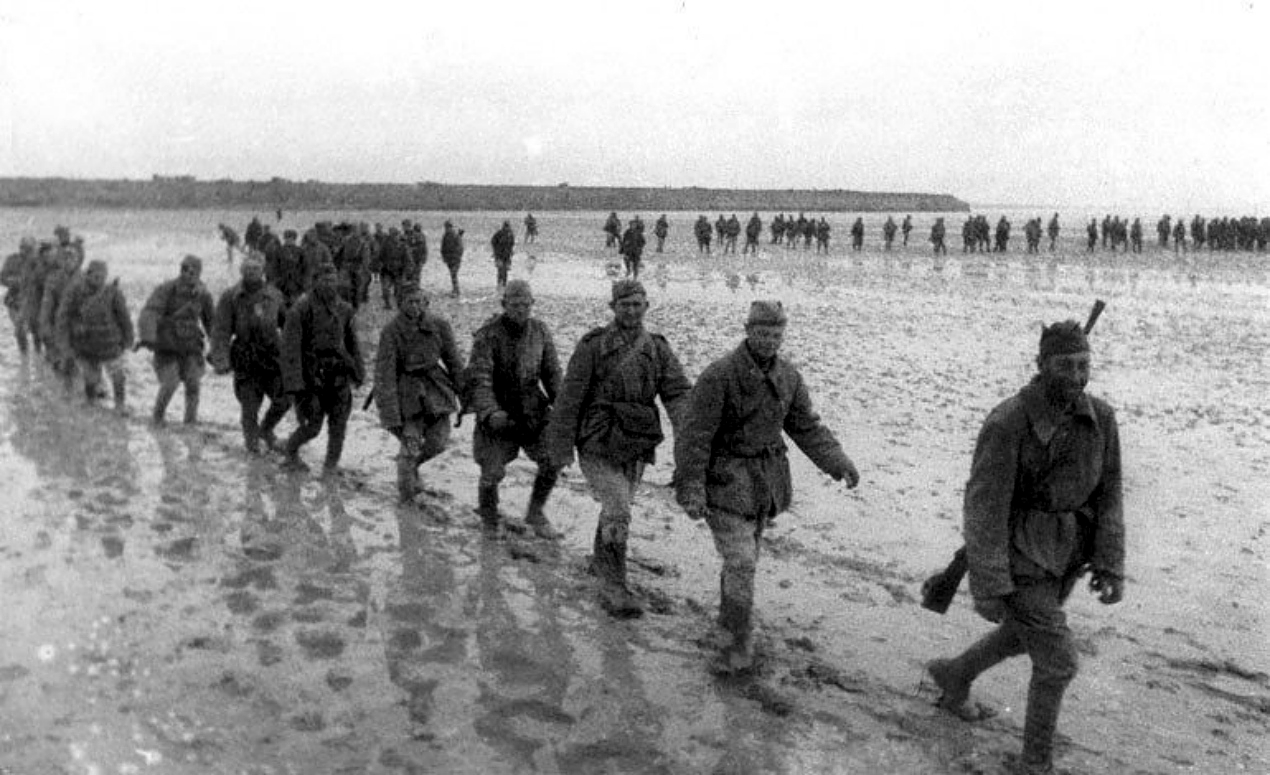
Sovětští vojáci pochodují přes Syvaš v listopadu 1943

Syvaš (ukrajinsky Сиваш, krymskou tatarštinou Sıvaş, rusky Сиваш – Sivaš) neboli Shnilé moře (ukrajinsky Гниле Море – Hnyle More, krymskou tatarštinou Çürük Deñiz, rusky Гнилое Море – Gniloje More) je soustava lagun na západním okraji Azovského moře u Perekopské šíje, která odděluje Azovské moře od Černého moře a spojuje Krymský poloostrov s pevninou, respektive autonomní republiku Krym s ukrajinskou Chersonskou oblastí. Od Azovského moře je Syvaš oddělen 110 kilometrů dlouhou Arabatskou kosou, která je na jihu spojena s Krymem a na severu u města Heničesk oddělena od pevniny jen úzkým průlivem.

## Původ názvu
Pojmenování oblasti pochází z krymské tatarštiny – výraz sıvaş znamená v tomto jazyce „špína“.

## Popis oblasti
Celá oblast má přes 10 000 čtverečních kilometrů, z toho je zhruba 2560 čtverečních kilometrů vodní hladina. Laguny jsou velmi mělké. Maximální hloubka je tři metry, ale typická hloubka je půl metru až metr. Mělkost má za následek, že se voda v létě na slunci velmi zahřeje, odpařuje se a také zapáchá (odtud název „Shnilé moře“). To je také důvod, proč má zdejší voda vysokou slanost. Tato slanost se pohybuje od 22 ‰ na severu až po 87 ‰ v jižních oblastech.
Prosolené jsou i zdejší pevniny, která jsou zčásti spíše mokřinami. Laguny jsou napájeny vodami Azovského moře, do Syvaše se vlévá také nejdelší krymská řeka Salgir.